# Beurre d'illipé
 (mai 2023).
Le beurre d'illipé (en anglais : illipe butter) ou graisse de tengkawang, est une huile végétale issue de la noix d'arbres du genre Shorea de la famille des Dipterocarpaceae (Shorea stenoptera et Shorea macrophylla). Cette matière grasse est parfois utilisée comme substitut du beurre et aussi comme ingrédient de produits cosmétiques. Le mot Illipe est dérivé du mot tamoul pour l'arbre Iluppai (இலுப்பை) qui fait référence à l'espèce Madhuca latifolia, source de ce qui est appelé "beurre d’illipé" ou "illipé indien", à ne pas confondre avec l'authentique beurre d’illipé obtenu à partir de Shorea stenoptera.